# طحماء الخليج العربي
طحماء الخليج العربي (باللاتينية: Bienertia sinuspersici) جنس نباتي ينتمي إلى الفصيلة القطيفية.
طحماء الخليج العربي (باللاتينية: Bienertia sinuspersici) واطن في الوطن العربي و في الجزيرة العربية و جنوب إيران

## من أنواع الطحماء الأخرى
- الطحماء دائرية الأجنحة (باللاتينية: Bienertia cycloptera) في إيران
- طحماء كوسنسكي (باللاتينية: Bienertia kossinskyi)